# DEL 2006/07
Die DEL-Saison 2006/07 war die 13. Spielzeit seit Bestehen der Deutschen Eishockey Liga. Eröffnet wurde die Saison mit der ersten Partie am 7. September 2006.
Die Vorrunde wurde im Zeitraum 6. November bis 12. November 2006 und 5. Februar bis 11. Februar 2007 zu Gunsten der Nationalmannschaft unterbrochen. Die Play-off-Runde begann 9. März. Deutscher Meister wurden die Adler Mannheim.

## Voraussetzungen

### Teilnehmer
Insgesamt traten 14 Vereine gegeneinander an. Für Absteiger Kassel Huskies rückte das Team der Straubing Tigers – Meister der 2. Bundesliga 2005/06 – in die höchste deutsche Spielklasse im Eishockey nach.
| Klub                     | Standort   | Vorjahr    | Play-offs↑ Play-downs↓ |
| ------------------------ | ---------- | ---------- | ---------------------- |
| Augsburger Panther       | Augsburg   | 12.        | –                      |
| Eisbären Berlin          | Berlin     | 1.         | Deutscher Meister↑     |
| EV Duisburg „Die Füchse“ | Duisburg   | 14.        | Sieger↓                |
| DEG Metro Stars          | Düsseldorf | 3.         | Vizemeister↑           |
| Frankfurt Lions          | Frankfurt  | 9.         | –                      |
| Hamburg Freezers         | Hamburg    | 6.         | Viertelfinale↑         |
| Hannover Scorpions       | Hannover   | 7.         | Halbfinale↑            |
| ERC Ingolstadt           | Ingolstadt | 2.         | Viertelfinale↑         |
| Iserlohn Roosters        | Iserlohn   | 11.        | –                      |
| Kölner Haie              | Köln       | 5.         | Halbfinale↑            |
| Krefeld Pinguine         | Krefeld    | 8.         | Viertelfinale↑         |
| Adler Mannheim           | Mannheim   | 10.        | –                      |
| Sinupret Ice Tigers      | Nürnberg   | 4.         | Viertelfinale↑         |
| Straubing Tigers         | Straubing  | Aufsteiger | –                      |

### Modus und Regelwerk
Ab dieser Saison gab es in der DEL keinen sportlichen Absteiger mehr, weshalb sich auch der Play-off-Modus änderte. Ein potentieller Aufsteiger, den es noch bei weniger als 16 Mannschaften in der DEL aus der 2. Bundesliga geben kann, hatte neben einer 9.000 Punkte-Vorgabe für das Stadion weitere Bedingungen zu erfüllen, um in die DEL aufgenommen zu werden. Die aktuellen DEL-Teams haben Bestandsschutz, solange sie der DEL angehören. So will die Liga-Leitung eine bessere finanzielle Sicherheit für ihre Vereine schaffen.
Des Weiteren wurde ab dieser Saison bei einem Unentschieden während der Hauptrunde sowie in den Play-offs eine fünfminütige Verlängerung mit je 4 Feldspielern im Sudden-Death-Modus gespielt. Erst dann folgte ein Penaltyschießen.

### Sportliches

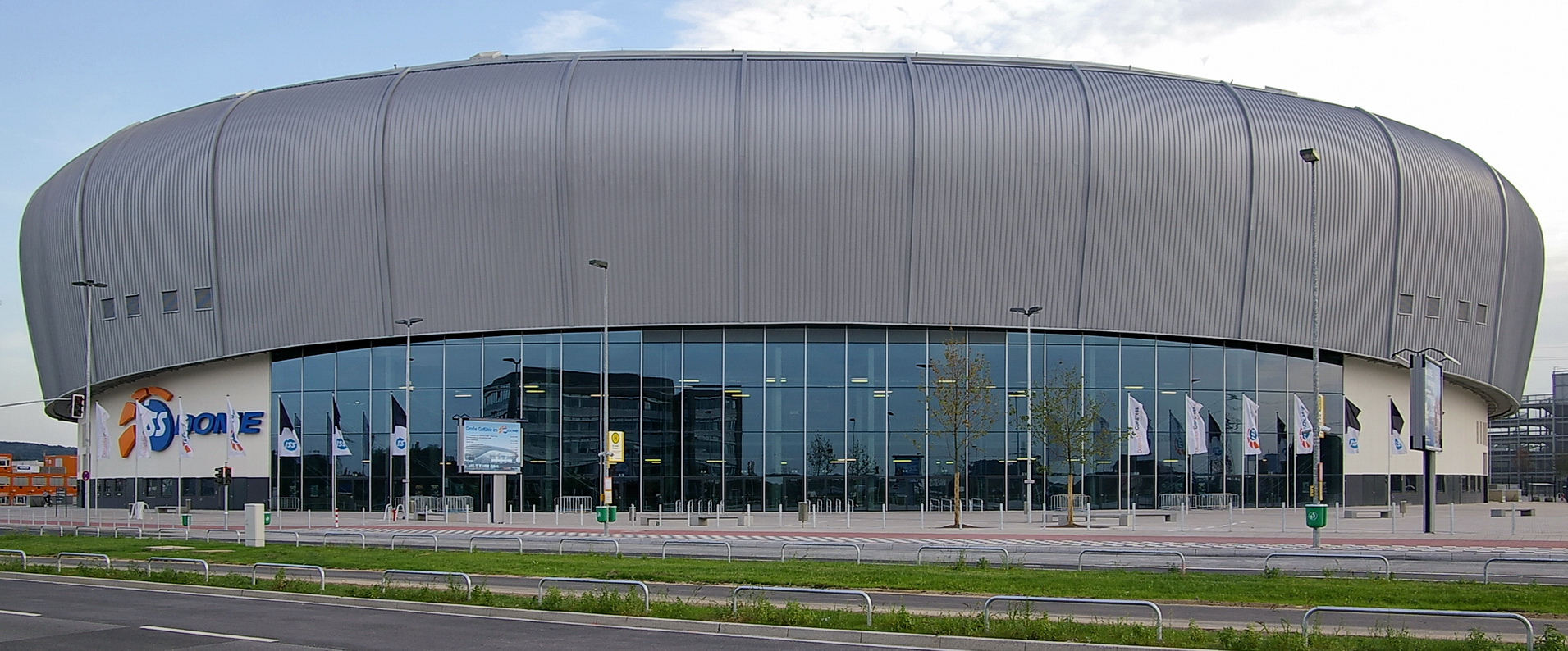
Der ISS-Dome, neue Heimspielstätte der DEG Metro Stars

Zur Saison 2006/07 zogen die DEG Metro Stars vom traditionsreichen Eisstadion an der Brehmstraße in den neu errichteten ISS Dome, der nun 13.400 Zuschauern Platz bietet. Damit ist Düsseldorf der achte DEL-Standort nach Hamburg, Köln, Hannover, Krefeld, Nürnberg, Ingolstadt und Mannheim, der in den letzten Jahren eine Multifunktionsarena erhielt. An der Brehmstraße hatte die DEG zuvor acht Deutsche Meisterschaften gewonnen, zuletzt 1996.
Wie auch im Vorjahr hatte die schlechte Position der deutschen Nationalmannschaft in der IIHF-Weltrangliste zur Folge, dass keine deutschen Mannschaften für den IIHF European Champions Cup qualifiziert waren. Der Deutsche Meister Eisbären Berlin folgte jedoch der Einladung des HC Davos zum renommierten Spengler Cup, den sie im Dezember allerdings mit nur einem Sieg als Fünfter und damit Letzter abschlossen.

### Wirtschaft
Im Vergleich zum Vorjahr blieben die Etats der Vereine fast stabil. Der Gesamtetat der Vereine belief sich auf 70 Mio. €. Wenn man von den Straubing Tigers absieht, die als Aufsteiger ihren Etat verdoppelt hatten, verzeichneten die Düsseldorfer die größte Steigerung, das sie mit einem deutlichen Zuschaueranstieg im neuen ISS-Dome rechnen konnten. Wieder stand der DEL eine vergleichsweise hohe Summe an TV-Geldern vom Pay-TV-Sender Premiere zur Verfügung. Als Hauptsponsor der Liga warben weiterhin die Gelben Seiten in jedem Stadion an der Bande sowie auf den offiziellen Internetpräsenzen der Clubs.
| Etat-Übersicht der DEL-Clubs 2006/07 | Etat-Übersicht der DEL-Clubs 2006/07 | Etat-Übersicht der DEL-Clubs 2006/07 | Etat-Übersicht der DEL-Clubs 2006/07 | Etat-Übersicht der DEL-Clubs 2006/07 |
| Club                                 | Etat 2006/07 in Mio. €               | Veränderung gegenüber dem Vorjahr    | Zuschauerschnitt                     | Zuschauerschnitt                     |
| Club                                 | Etat 2006/07 in Mio. €               | Veränderung gegenüber dem Vorjahr    | Hauptrunde Heim                      | Play-offs Heim                       |
| ------------------------------------ | ------------------------------------ | ------------------------------------ | ------------------------------------ | ------------------------------------ |
| Augsburger Panther                   | 3,2                                  | /                                    | 3.111                                | /                                    |
| Eisbären Berlin                      | 6,0                                  | /                                    | 4.501                                | 4.500                                |
| DEG Metro Stars                      | 7,0                                  | + 0,7                                | 7.727                                | 7.700                                |
| EV Duisburg                          | 3,0                                  | - 0,5                                | 2.447                                | /                                    |
| Frankfurt Lions                      | 4,7                                  | + 0,1                                | 6.060                                | 6.675                                |
| Hamburg Freezers                     | 7,1                                  | /                                    | 10.293                               | 9.608                                |
| Hannover Scorpions                   | 4,3                                  | + 0,5                                | 6.186                                | 6.899                                |
| ERC Ingolstadt                       | 5,7                                  | + 0,2                                | 4.079                                | 4.466                                |
| Iserlohn Roosters                    | 3,4                                  | + 0,2                                | 3.353                                | /                                    |
| Kölner Haie                          | 6,5                                  | /                                    | 12.711                               | 15.157                               |
| Krefeld Pinguine                     | 3,7                                  | - 0,4                                | 3.925                                | 4.694                                |
| Adler Mannheim                       | 8,0                                  | /                                    | 12.688                               | 13.325                               |
| Sinupret Ice Tigers                  | 4,4                                  | - 0,2                                | 4.912                                | 6.949                                |
| Straubing Tigers                     | 3,0                                  | + 1,5                                | 4.461                                | /                                    |
| Ligaschnitt                          | 5,0                                  | (0,15)                               | 6.172                                | (7.997)                              |

Die Adler Mannheim blieben damit weiterhin Etat-Krösus der Liga, die Hamburg Freezers behaupteten ihren zweiten Platz knapp vor den DEG Metro Stars. Schlusslicht dieser Rangfolge blieb der EV Duisburg, die ihren Vorjahresetat um eine halbe Million Euro verkleinern mussten. Die überraschend starke Saison 2005/06 der Hannover Scorpions brachte der Mannschaft eine Etaterhöhung um 500.000 Euro ein.

## Vorrunde

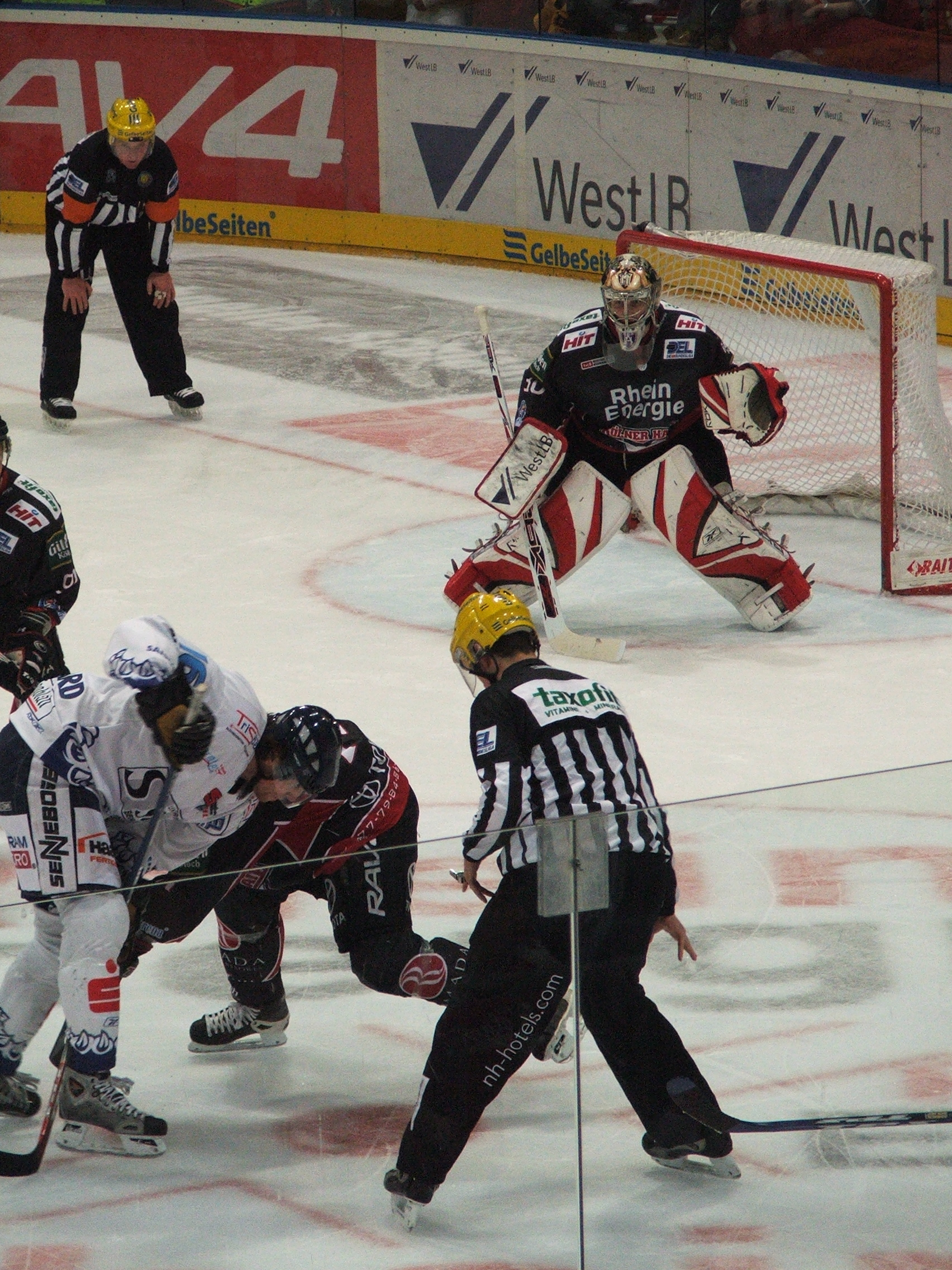
Straubing Tigers gegen Kölner Haie, Dezember 2006

### Abschlusstabelle
Nach 52 Spieltagen sah die offizielle DEL-Tabelle folgendermaßen aus:
|     | Club                     | Sp | S  | N  | Tore    | Punkte |
| --- | ------------------------ | -- | -- | -- | ------- | ------ |
| 1.  | Adler Mannheim           | 52 | 35 | 17 | 184:147 | 107    |
| 2.  | DEG Metro Stars          | 52 | 33 | 19 | 163:127 | 98     |
| 3.  | Sinupret Ice Tigers      | 52 | 34 | 18 | 181:136 | 95     |
| 4.  | ERC Ingolstadt           | 52 | 30 | 22 | 180:146 | 94     |
| 5.  | Kölner Haie              | 52 | 28 | 24 | 177:135 | 91     |
| 6.  | Hannover Scorpions       | 52 | 26 | 26 | 162:157 | 84     |
| 7.  | Hamburg Freezers         | 52 | 30 | 22 | 169:153 | 83     |
| 8.  | Frankfurt Lions          | 52 | 28 | 24 | 171:171 | 83     |
| 9.  | Eisbären Berlin (M)      | 52 | 24 | 28 | 171:157 | 77     |
| 10. | Krefeld Pinguine         | 52 | 24 | 28 | 170:173 | 71     |
| 11. | Iserlohn Roosters        | 52 | 24 | 28 | 148:163 | 70     |
| 12. | Straubing Tigers (N)     | 52 | 20 | 32 | 135:189 | 56     |
| 13. | Augsburger Panther       | 52 | 17 | 35 | 148:205 | 48     |
| 14. | EV Duisburg „Die Füchse“ | 52 | 9  | 41 | 118:218 | 35     |

Abkürzungen: Sp = Spiele, S = Siege, N = Niederlagen, (M) = Titelverteidiger, (N) = Neuling

Erläuterungen:       = direkte Qualifikation für die Play-offs,       = Play-off-Qualifikationsrunde,       = Saison beendet
Wie schon in der Vorsaison trafen auch in dieser Spielzeit die Mannschaften jeweils vier Mal pro Saison aufeinander. Die sechs bestplatzierten Mannschaften zogen automatisch in die Play-offs ein, die vier Teams auf den Plätzen sieben bis zehn kämpften im Playoff-Modus Best of Three in der Qualifikation nach der Hauptrunde um die letzten beiden Plätze in den Play-offs und für die Clubs ab Position elf war die Saison nach der Hauptrunde beendet.

### Ranglisten
| Top-Scorer                            | Top-Scorer | Top-Scorer | Top-Scorer | Top-Scorer |
| Spieler                               | Spiele     | Tore       | Assists    | Punkte     |
| ------------------------------------- | ---------- | ---------- | ---------- | ---------- |
| David McLlwain (Kölner Haie)          | 52         | 21         | 41         | 62         |
| François Fortier (Hamburg Freezers)   | 52         | 28         | 31         | 59         |
| Brad Smyth (Hamburg Freezers)         | 52         | 23         | 36         | 59         |
| François Méthot (Adler Mannheim)      | 52         | 19         | 38         | 57         |
| Jame Pollock (Sinupret Ice Tigers)    | 46         | 22         | 32         | 54         |
| Top-Torschütze                        |            |            |            |            |
| Herberts Vasiļjevs (Krefeld Pinguine) | 51         | 30         | 24         | 54         |
| François Fortier (Hamburg Freezers)   | 52         | 28         | 31         | 59         |
| René Corbet (Adler Mannheim)          | 51         | 25         | 17         | 42         |
| Top-Vorlagengeber                     |            |            |            |            |
| David McLlwain (Kölner Haie)          | 52         | 21         | 41         | 62         |
| Mark Beaufait (Eisbären Berlin)       | 51         | 14         | 40         | 54         |
| François Méthot (Adler Mannheim)      | 52         | 19         | 38         | 57         |

| Top-Verteidiger                    | Top-Verteidiger | Top-Verteidiger | Top-Verteidiger | Top-Verteidiger |
| Spieler                            | Spiele          | Tore            | Assists         | Punkte          |
| ---------------------------------- | --------------- | --------------- | --------------- | --------------- |
| Jame Pollock (Sinupret Ice Tigers) | 46              | 22              | 32              | 54              |
| Stéphane Julien (Kölner Haie)      | 49              | 16              | 34              | 50              |
| Deron Quint (Eisbären Berlin)      | 52              | 18              | 28              | 46              |
| Jakub Ficenec (ERC Ingolstadt)     | 48              | 11              | 34              | 45              |
| Sascha Goc (Hannover Scorpions)    | 38              | 20              | 24              | 44              |

| Top-Torhüter                                                                          | Top-Torhüter | Top-Torhüter | Top-Torhüter | Top-Torhüter | Top-Torhüter | Top-Torhüter | Top-Torhüter |
| Spieler                                                                               | Einsätze     | SaT          | GT           | GT-Schnitt   | SGH          | Fangquote    | SO           |
| ------------------------------------------------------------------------------------- | ------------ | ------------ | ------------ | ------------ | ------------ | ------------ | ------------ |
| Adam Hauser (Kölner Haie)                                                             | 52           | 1250         | 95           | 2,35         | 1155         | 92,40        | 4            |
| Oliver Jonas (Kölner Haie)                                                            | 50           | 392          | 31           | 2,57         | 361          | 92,09        | 0            |
| Jean-François Labbé (Sinupret Ice Tigers)                                             | 48           | 1294         | 103          | 2,43         | 1191         | 92,04        | 5            |
| Jean-Marc Pelletier (Adler Mannheim)                                                  | 21           | 578          | 49           | 2,60         | 529          | 91,52        | 0            |
| Robert Müller (Adler Mannheim)                                                        | 23           | 541          | 46           | 2,61         | 495          | 91,50        | 1            |
| SaT = Schüsse aufs Tor; GT = Gegentore; SGH = Anzahl gehaltener Schüsse; SO = Shutout |              |              |              |              |              |              |              |

| Beste Plus/Minus-Statistiken          | Beste Plus/Minus-Statistiken | Beste Plus/Minus-Statistiken | Beste Plus/Minus-Statistiken | Beste Plus/Minus-Statistiken |
| Spieler                               | Spiele                       | +                            | -                            | Gesamt                       |
| ------------------------------------- | ---------------------------- | ---------------------------- | ---------------------------- | ---------------------------- |
| Jakub Ficenec (ERC Ingolstadt)        | 48                           | 55                           | 28                           | 26                           |
| Herberts Vasiļjevs (Krefeld Pinguine) | 51                           | 36                           | 23                           | 23                           |
| Jan Alinč (Krefeld Pinguine)          | 36                           | 40                           | 17                           | 23                           |

| Meiste Powerplay-Tore                 | Meiste Powerplay-Tore | Meiste Powerplay-Tore | Meiste Powerplay-Tore |
| ------------------------------------- | --------------------- | --------------------- | --------------------- |
| Jame Pollock (Sinupret Ice Tigers)    | 46 Spiele,            | 22 Tore,              | 16 PP-Tore            |
| Meiste Shorthander                    |                       |                       |                       |
| Herberts Vasiļjevs (Krefeld Pinguine) | 51 Spiele,            | 30 Tore,              | 4 SH                  |

| | Powerplay-Effizienz | Powerplay-Effizienz | Unterzahl-Effizienz | Unterzahl-Effizienz |
| 1. | Eisbären Berlin     | 17,32 %             | Kölner Haie         | 89,33 %             |
| 2. | Sinupret Ice Tigers | 17,11 %             | DEG Metro Stars     | 88,41 %             |
| 3. | Frankfurt Lions     | 16,90 %             | Hannover Scorpions  | 88,00 %             |
| 4. | Hamburg Freezers    | 16,71 %             | Adler Mannheim      | 87,37 %             |
| 5. | Adler Mannheim      | 16,67 %             | ERC Ingolstadt      | 86,99 %             |
| |                     |                     |                     |                     |
| 14. | Iserlohn Roosters   | 9,98 %              | Augsburger Panther  | 78,61 %             |
| Die Prozentzahlen geben an, aus wie viel Prozent der Überzahl-Situationen ein Tor erzielt, bzw. in wie viel Prozent der Unterzahl-Situationen kein Treffer kassiert wurde. |                     |                     |                     |                     |

### WestLB Fair Play Trophy
Mit der WestLB Fair Play Trophy wird jährlich das fairste Team einer DEL-Saison gekürt. Hierzu werden die durchschnittlichen Strafminuten der Vereine Punkte umgewandelt, jedes Spiel Sperre, das von der Ligagesellschaft gegen einen Spieler ausgesprochen wird, wird mit einem zusätzlichen Punkt bewertet und zu den durchschnittlichen Strafminuten addiert. Die wenigsten Punkte mit durchschnittlich 17,83 Strafminuten pro Spiel und einer Spielsperre (= 18,83 Gesamtpunkte) erhielten die Krefeld Pinguine, die damit erster Preisträger der WestLB Fair Play Trophy wurden. Am schlechtesten schnitten die Hannover Scorpions mit insgesamt 39,1 Punkten ab.
|     | Team                | Spiele | Ø Strafen | Sperren | Punkte |
| --- | ------------------- | ------ | --------- | ------- | ------ |
| 1.  | Krefeld Pinguine    | 54     | 17,83     | 1       | 18,83  |
| 2.  | Straubing Tigers    | 52     | 20,29     | 2       | 22,29  |
| 3.  | Sinupret Ice Tigers | 65     | 22,35     | 0       | 22,35  |
| 4.  | Füchse Duisburg     | 52     | 23,38     | 0       | 23,38  |
| 5.  | ERC Ingolstadt      | 58     | 23,57     | 0       | 23,57  |
| 6.  | Augsburger Panther  | 52     | 19,63     | 4       | 23,63  |
| 7.  | Hamburg Freezers    | 59     | 22,68     | 2       | 24,68  |
| 8.  | Adler Mannheim      | 63     | 21,78     | 3       | 24,78  |
| 9.  | Iserlohn Roosters   | 52     | 23,79     | 1       | 24,79  |
| 10. | DEG Metro Stars     | 61     | 21,93     | 5       | 26,93  |
| 11. | Eisbären Berlin     | 55     | 21,80     | 7       | 28,8   |
| 12. | Frankfurt Lions     | 60     | 28,80     | 2       | 30,8   |
| 13. | Kölner Haie         | 61     | 26,33     | 6       | 32,33  |
| 14. | Hannover Scorpions  | 58     | 24,10     | 15      | 39,1   |

## Play-offs

### Play-off-Baum
| Viertelfinale | Viertelfinale      | Viertelfinale       |    |                     | Halbfinale | Halbfinale | Halbfinale |  |  | Finale | Finale | Finale |
|               |                    |                     |    |                     |            |            |            |  |  |        |        |        |
| 1.            | Adler Mannheim     | 4                   |    |                     |            |            |            |  |  |        |        |        |
| 8.            | Frankfurt Lions    | 1                   |    |                     |            |            |            |  |  |        |        |        |
| 8.            | Frankfurt Lions    | 1                   | 1. | Adler Mannheim      | 3          |            |            |  |  |        |        |        |
|               |                    |                     | 1. | Adler Mannheim      | 3          |            |            |  |  |        |        |        |
|               | 5.                 | Kölner Haie         | 0  |                     |            |            |            |  |  |        |        |        |
| 4.            | 5.                 | Kölner Haie         | 0  | ERC Ingolstadt      | 2          |            |            |  |  |        |        |        |
| 4.            |                    |                     |    | ERC Ingolstadt      | 2          |            |            |  |  |        |        |        |
| 5.            | Kölner Haie        | 4                   |    |                     |            |            |            |  |  |        |        |        |
| 5.            | Kölner Haie        | 4                   | 1. | Adler Mannheim      | 3          |            |            |  |  |        |        |        |
|               |                    |                     |    | Adler Mannheim      | 3          |            |            |  |  |        |        |        |
|               | 3.                 | Sinupret Ice Tigers | 0  |                     |            |            |            |  |  |        |        |        |
| 2.            | 3.                 | Sinupret Ice Tigers | 0  | DEG Metro Stars     | 4          |            |            |  |  |        |        |        |
| 2.            |                    |                     |    | DEG Metro Stars     | 4          |            |            |  |  |        |        |        |
| 7.            | Hamburg Freezers   | 1                   |    |                     |            |            |            |  |  |        |        |        |
| 7.            | Hamburg Freezers   | 1                   | 2. | DEG Metro Stars     | 1          |            |            |  |  |        |        |        |
|               |                    |                     | 2. | DEG Metro Stars     | 1          |            |            |  |  |        |        |        |
|               | 3.                 | Sinupret Ice Tigers | 3  |                     |            |            |            |  |  |        |        |        |
| 3.            | 3.                 | Sinupret Ice Tigers | 3  | Sinupret Ice Tigers | 4          |            |            |  |  |        |        |        |
| 3.            |                    |                     |    | Sinupret Ice Tigers | 4          |            |            |  |  |        |        |        |
| 6.            | Hannover Scorpions | 2                   |    |                     |            |            |            |  |  |        |        |        |

### Qualifikation
Die ersten beiden Qualifikationsspiele (Modus „Best-of-Three“) fanden am 9. und 11. März 2007 statt. Ein drittes Spiel war bei der Begegnung Frankfurt gegen Berlin nötig und wurde am 13. März ausgetragen.
|                  |   |                  | Serie | 1   | 2   | 3   | HR    |
| ---------------- | - | ---------------- | ----- | --- | --- | --- | ----- |
| Hamburg Freezers | – | Krefeld Pinguine | 2:0   | 5:3 | 5:3 | –   | [0:4] |
| Frankfurt Lions  | – | Eisbären Berlin  | 2:1   | 3:4 | 2:1 | 6:0 | [2:2] |

### Viertelfinale
Die Viertelfinalserie (Modus „Best-of-Seven“) wurde ab dem 16. März 2007 ausgespielt.
|                     |   |                    | Serie | 1         | 2   | 3         | 4         | 5         | 6         | 7 | HR    |
| ------------------- | - | ------------------ | ----- | --------- | --- | --------- | --------- | --------- | --------- | - | ----- |
| Adler Mannheim      | – | Frankfurt Lions    | 4:1   | 4:3 n. V. | 6:2 | 2:1       | 2:4       | 3:2       | –         | – | [3:1] |
| DEG Metro Stars     | – | Hamburg Freezers   | 4:1   | 3:2       | 4:0 | 5:4 n. V. | 1:3       | 6:1       | –         | – | [1:3] |
| Sinupret Ice Tigers | – | Hannover Scorpions | 4:2   | 3:5       | 2:3 | 3:0       | 3:2       | 3:2 n. V. | 3:2 n. V. | – | [2:2] |
| ERC Ingolstadt      | – | Kölner Haie        | 2:4   | 1:5       | 1:4 | 6:2       | 0:1 n. V. | 6:4       | 1:5       | – | [2:2] |

HR = Hauptrunde

### Halbfinale
Die Paarungen richtete sich nach den Platzierungen der Viertelfinalsieger in der Hauptrunde. Der Best-Platzierte spielte gegen den Schlechtest-Platzierten, und der Zweit-best-Platzierte gegen den Dritt-best-Platzierten. Die jeweils besser platzierte Mannschaft bekam das erste Heimrecht.
Die Ausspielung des Siegers fand, genau wie im Finale, im Modus „Best-of-Five“ statt.
|                 |   |                     | Serie | 1         | 2   | 3         | 4   | 5 | HR    |
| --------------- | - | ------------------- | ----- | --------- | --- | --------- | --- | - | ----- |
| Adler Mannheim  | – | Kölner Haie         | 3:0   | 7:2       | 6:4 | 2:0       | –   | – | [1:3] |
| DEG Metro Stars | – | Sinupret Ice Tigers | 1:3   | 2:3 n. P. | 3:4 | 5:4 n. V. | 0:1 | – | [4:0] |

### Finale
Die Sieger der beiden Halbfinale traten gegeneinander an, wobei die Mannschaft, die in der Hauptrunde besser platziert war, das erste Heimrecht bekam.
Die Adler Mannheim standen nach dem 2:0-Sieg im dritten Halbfinalspiel gegen Köln bereits als erster Finalteilnehmer fest. Damit stand auch fest, dass die Mannschaft aus Mannheim das erste Heimrecht bekam, da sie die reguläre Saison als Tabellenerster beendete.
|                |   |                     | Serie | 1         | 2   | 3   | 4 | 5 | HR    |
| -------------- | - | ------------------- | ----- | --------- | --- | --- | - | - | ----- |
| Adler Mannheim | – | Sinupret Ice Tigers | 3:0   | 3:2 n. V. | 6:2 | 5:2 | – | – | [3:1] |

Die Adler Manheim gewannen die Play-offs. Sie wurden damit Deutscher Meister 2007 und feierten ihren fünften Titelgewinn in der DEL.

## Kader des Deutschen Meisters
| Deutscher Meister Adler Mannheim | Torhüter: Danny aus den Birken, Ilpo Kauhanen, Robert Müller, Jean-Marc Pelletier Verteidiger: Martin Ančička, François Bouchard, Sven Butenschön, Christopher Fischer, Benedikt Kohl, Felix Petermann, Stephan Retzer, Blake Sloan, Pascal Trépanier Angreifer: Ronny Arendt, Sachar Blank, Fabio Carciola, René Corbet, Rico Fata, Colin Forbes, Rick Girard, Jason Jaspers, Marcus Kink, Eduard Lewandowski, Tomáš Martinec, François Méthot, Nathan Robinson, André Schietzold, Jeff Shantz, Christoph Ullmann Cheftrainer: Greg Poss |

## TV-Rechte
Die TV-Rechte der DEL lagen auch in der Saison 2006/07 beim Pay-TV-Sender Premiere, der wöchentlich mindestens zwei Partien übertrug (meist donnerstags um 19.30 Uhr und sonntags um 14.30 Uhr). In den Play-offs wurde in jeder Runde mindestens ein Spiel, ab dem Halbfinale alle Spiele übertragen. ARD, ZDF, die dritten Programme, ProSiebenSat.1 Media, n-tv und einige Regionalsender hatten Nachverwertungsrechte. Außerdem wurden Spiel-Zusammenfassungen seit der Saison 2005/06 auf der Plattform „DEL-TV“ im Internet gesendet, wobei sich das Bildmaterial aus Stadion-TV und Premiere zusammensetzt.

## DEL All-Star Game 2007

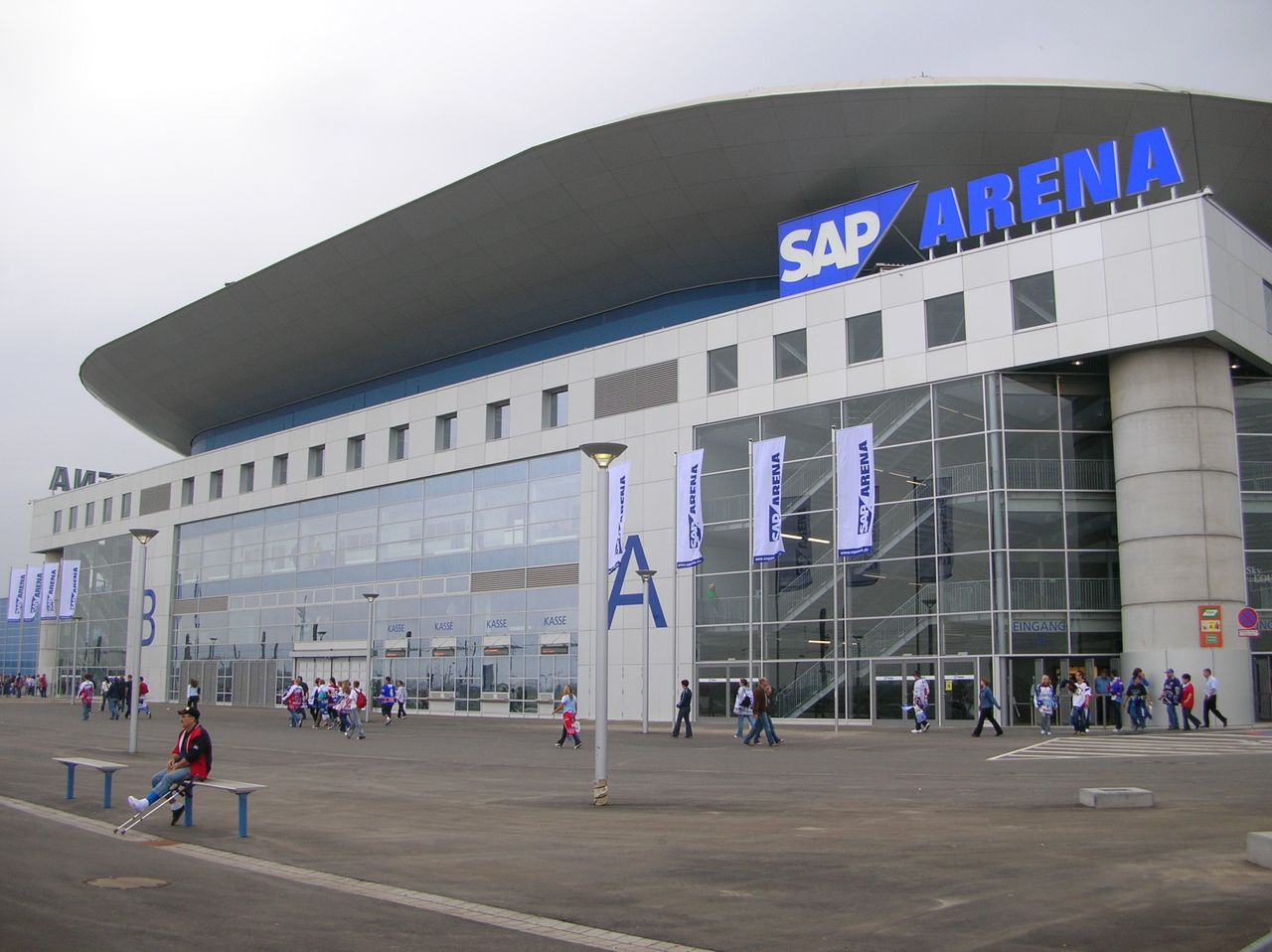
Die SAP-Arena, Austragungsort des DEL All-Star Games 2007

Das DEL All-Star Game 2007 wurde am 3. Februar 2007 in der SAP Arena in Mannheim ausgetragen. Es war das erste All-Star Game, bei dem ein Team der europäischen Eishockeystars der DEL gegen eine DEL Nordamerika-All-Star Auswahl antrat. Die All-Stars aus Nordamerika gewannen das Spiel mit 12:10.

Bei den Wettbewerben konnte Jakub Ficenec aus dem Team Europa mit 159 km/h den härtesten Schuss vorweisen. Den zweiten Wettbewerb trugen Adam Hauser für das Team Nordamerika und Dimitrij Kotschnew für das europäische Team gegeneinander aus. Beim One-on-One Shootout Contest schossen jeweils drei Spieler insgesamt 15 Mal auf das gegnerische Tor. Hauser musste dabei zweimal hinter sich greifen, Kotschnew kassierte kein Gegentor und setzte sich damit durch. Beim dritten Wettbewerb Puck Control Relay, bei der es auf Scheibenführung ankam, hatte die europäische Staffel mit Alexander Barta, Robert Hock, Tore Vikingstad, Ivan Čiernik und Petr Fical die Nase vorn. Das einzige Event mit nordamerikanischem Sieger war die Speed Competition. Andy Roach lief die schnellste Zeit pro Runde.

## Rekorde
Am 15. Oktober 2006, dem 13. Spieltag, wurden bei der Begegnung Straubing Tigers – Eisbären Berlin 3:7 (2:5, 0:1, 1:1) im ersten Drittel die DEL-Rekorde für die drei (26 Sekunden; vorher 28 Sekunden) bzw. vier schnellsten Tore durch zwei Mannschaften (59 Sekunden; vorher 75 Sekunden) verbessert. Die Tore wurden von Norman Martens (0:2, 13:41) und Patrick Jarrett (0:3, 13:57) für Berlin, sowie von Vitali Janke (1:3, 14:07) und Per Eklund (2:3, 14:40) für Straubing erzielt.
Am 15. Dezember 2006 gelangen Herberts Vasiļjevs 8 Scorerpunkte (4 Tore und 4 Assists) beim 8:2-Heimsieg gegen die Frankfurt Lions. Eine Woche später, am 23. Dezember 2006, schossen die DEG Metro Stars in der Begegnung der gegen die Krefeld Pinguine innerhalb von 2 Minuten und einer Sekunde drei Tore (Kreutzer 1:0, 0:34; Panzer 2:0, 1:22 und Johnson 3:0, 2:35). Das Spiel endete mit 5:2.